# 산청대로
산청대로(Sancheong-daero)는 경상남도 산청군 신안면 토현교와 생초면 생초터널을 잇는 경상남도의 도로이다. 모든 구간이 국도 제3호선에 속한다.

## 역사
- 2009년 7월 2일 : 2개 이상 시·군에 걸쳐 있는 도로로 산청대로를 고시[1]
- 2010년 12월 23일 : 산청 ~ 수동간 도로(산청군 생초면 하촌리 ~ 함양군 수동면 화산리) 4.8km 구간 부분 확장 개통[2]
- 2014년 12월 29일 : 함양 ~ 수동간 도로(산청군 오부면 양촌리 ~ 생초면 평촌리) 3.7km 구간 확장 개통, 기존 산청군 오부면 양촌리 ~ 수동면 화산리 7.43km 구간 폐지[3]
- 2015년 12월 21일 : 산청군 오부면 양촌리에 양촌 교차로 신설[4]

## 주요 경유지
경상남도
- 산청군 (신안면 - 산청읍 - 오부면 - 생초면)

## 노선
| 이름                 | 접속 노선                                                                   | 소재지          | 소재지                                                    | 비고                                                      |
| 진주대로와 직결      | 진주대로와 직결                                                             | 진주대로와 직결 | 진주대로와 직결                                           | 진주대로와 직결                                           |
| -------------------- | --------------------------------------------------------------------------- | --------------- | --------------------------------------------------------- | --------------------------------------------------------- |
| 토현교               |                                                                             | 산청군          | 신안면                                                    | 국도 제3호선 구간                                         |
| 하정리               | 원지로                                                                      | 산청군          | 신안면                                                    | 국도 제3호선 구간 함양 방면 진입 불가 진주 방면 진출 불가 |
| 하정 교차로          | 국도 제20호선 (지리산대로)                                                  | 산청군          | 신안면                                                    | 국도 제3호선 구간                                         |
| 하정육교             |                                                                             | 산청군          | 신안면                                                    | 국도 제3호선 구간                                         |
| 산성2교              | 중촌갈전로                                                                  | 산청군          | 신안면                                                    | 국도 제3호선 구간 함양 방면 진출 불가 진주 방면 진입 불가 |
| (명동마을)           | 산청대로545번길 산청대로546번길                                             | 산청군          | 신안면                                                    | 국도 제3호선 구간                                         |
| 신안리               | 문익점로                                                                    | 산청군          | 신안면                                                    | 국도 제3호선 구간 함양 방면 진입 불가 진주 방면 진출 불가 |
| 반월교               |                                                                             | 산청군          | 신안면                                                    | 국도 제3호선 구간                                         |
| (수산교 동단)        | 강누방목로 문익점로                                                         | 산청군          | 신안면                                                    | 국도 제3호선 구간                                         |
| 외송교               | 둔철산로                                                                    | 산청군          | 신안면                                                    | 국도 제3호선 구간                                         |
| 심거교               | 호암로 산청대로1212번길                                                     | 산청군          | 신안면                                                    | 국도 제3호선 구간                                         |
| 심거교               | 호암로 산청대로1212번길                                                     | 산청군          | 산청읍                                                    | 국도 제3호선 구간                                         |
| (신기마을)           | 산청대로1286번길                                                            | 산청군          |                                                           | 국도 제3호선 구간                                         |
| (풍현마을)           | 산청대로1381번길                                                            | 산청군          |                                                           | 국도 제3호선 구간                                         |
| 자신교               | 범학길 산청대로1589번길                                                     | 산청군          |                                                           | 국도 제3호선 구간                                         |
| 범학교               |                                                                             | 산청군          |                                                           | 국도 제3호선 구간                                         |
| 외정 교차로          | 국가지원지방도 제60호선 (정곡척지로) 묵곡길 산청대로1589번길                | 산청군          | 국도 제3호선 구간 국가지원지방도 제60호선 구간            |                                                           |
| 외정교               | 물안실로 친환경로2720번길                                                   | 산청군          | 국도 제3호선 구간 국가지원지방도 제60호선 구간            |                                                           |
| (부리마을)           | 산청대로1766번길 친환경로2720번길                                           | 산청군          | 국도 제3호선 구간 국가지원지방도 제60호선 구간            |                                                           |
| 산청 교차로          | 국도 제59호선 국가지원지방도 제60호선 (친환경로) 지방도 제1026호선 (산수로) | 산청군          | 국도 제3호선 구간 국가지원지방도 제60호선 구간            |                                                           |
| 산청1교 산청2교      |                                                                             | 산청군          | 국도 제3호선 구간                                         |                                                           |
| 희티고개             |                                                                             | 산청군          | 국도 제3호선 구간                                         |                                                           |
| 오부면               |                                                                             | 산청군          | 국도 제3호선 구간                                         |                                                           |
| 양촌 교차로 (양촌교) | 지방도 제1026호선 (오동로)                                                  | 산청군          | 국도 제3호선 구간 함양 방면 진입 불가 진주 방면 진출 불가 |                                                           |
| 오부 교차로          | 산수로                                                                      | 산청군          | 생초면                                                    | 국도 제3호선 구간                                         |
| 신연터널             |                                                                             | 산청군          | 생초면                                                    | 국도 제3호선 구간 연장 320m                               |
| 생림교               |                                                                             | 산청군          | 생초면                                                    | 국도 제3호선 구간                                         |
| 생초 교차로          | 산수로                                                                      | 산청군          | 생초면                                                    | 국도 제3호선 구간 함양 방면 진출만 가능                   |
| 생초교               |                                                                             | 산청군          | 생초면                                                    | 국도 제3호선 구간                                         |
| 고읍 교차로          | 지방도 제1034호선 (경호로)                                                  | 산청군          | 생초면                                                    | 국도 제3호선 구간 지방도 제1034호선 구간                  |
| 고읍교               |                                                                             | 산청군          | 생초면                                                    | 국도 제3호선 구간 지방도 제1034호선 구간                  |
| 생초터널             |                                                                             | 산청군          | 생초면                                                    | 국도 제3호선 구간 지방도 제1034호선 구간 연장 906m        |
| 거함대로와 직결      |                                                                             |                 |                                                           |                                                           |